# Cassinelle
Cassinelle (Casc-nélle in dialetto cassinellese, Cassinele in piemontese, Cascinélle in ligure) è un comune italiano di 839 abitanti della provincia di Alessandria in Piemonte, sito lungo la strada provinciale 205 ad una distanza di circa 9 km da Ovada e 12 km dal casello autostradale di Belforte Monferrato. È uno dei comuni dell'Ovadese, area storico-culturale del Basso Piemonte e del Monferrato, che prende il nome dalla città di Ovada. 
Durante l'estate il comune e la sua frazione, Bandita  (44°34′32.5″N 8°33′12.9″E), vedono un elevato aumento della popolazione grazie ai numerosi villeggianti provenienti quasi interamente dalla città di Genova.

## Geografia fisica
Il centro del paese sorge sulla collina posta tra la valle del torrente Amione (affluente del torrente Orba) e la valle del Caramagna.
Il comune si estende su un territorio di 23,81 km² con un'altitudine che varia tra i 220 m e i 829 m s.l.m. del Bric dei Gorrei (il capoluogo si trova a 387 m di quota).

## Storia

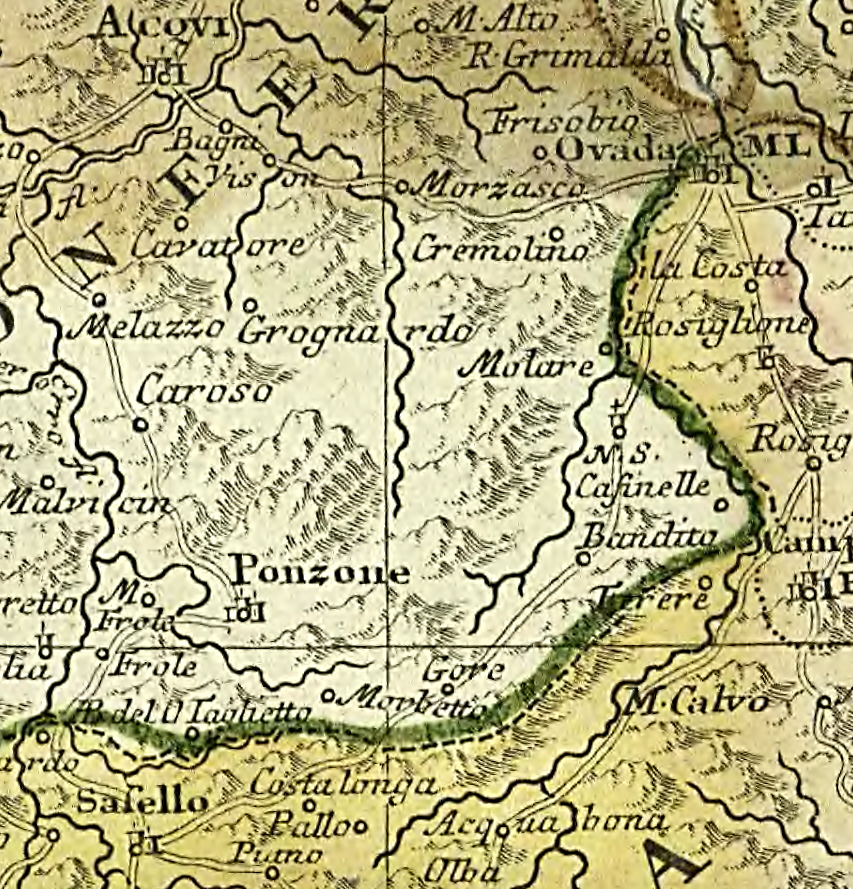
Estratto della Mappa Geographica Statvs Genuensis realizzata da Tobias Mayer nel 1749. Cassinelle si trovava già allora lungo uno dei percorsi che univano Ovada a Sassello. Era già presente anche Bandita, oggi principale frazione del comune.

Le prime notizie storiche sul territorio di Cassinelle risalgono alla fine del X secolo. Faceva parte della Comunità montana Suol d'Aleramo.
Agli inizi del XIII secolo la zona di Cassinelle era sotto il controllo del marchesato di Bosco, per passare poi sotto l'influenza dei Malaspina. Documenti riportano un arbitrato, svoltosi il 9 aprile 1284, da parte di Tommaso Malaspina (insediatosi 6 anni prima), tra Morbello e Cassinelle, relativamente al diritto di pascolo nella zona di Bandita, assegnata alla seconda.
Alla fine del XIV secolo, nel 1390, la famiglia Malaspina ricevette dal doge di Genova il territorio di Molare, Cremolino, Cassinelle e Trisobbio, decisione poi confermata dai francesi di Carlo VI dopo che questi presero il controllo della Repubblica di Genova nel 1396. Nel 1417 i genovesi, ai tempi sotto il governo di Tomaso Fregoso, rimossero i marchesi di Malaspina dal controllo di Molare, Cassinelle ed altri territori della zona.
Successivamente la zona di Cassinelle passò sotto il controllo del marchesato del Monferrato e, dagli inizi del XVIII secolo, con il restante territorio del Monferrato, sotto il controllo di Vittorio Amedeo II di Savoia, rimanendo quindi parte del futuro Stato italiano.. Alla metà del secolo, nell'ambito della guerra di successione austriaca, Cassinelle fu il luogo scelto dalle truppe franco-spagnole come base operativa per le operazioni contro i soldati austriaci di stanza a Rossiglione.
I primi di ottobre del 1944 fu teatro degli scontri tra partigiani e nazifascisti, in particolare il 7 ottobre nella frazione di Bandita, a seguito di un rastrellamento, vennero fucilati sei partigiani e quattro contadini.

### Simboli
Lo stemma e il gonfalone del Comune di Cassinelle sono stati concessi con decreto del presidente della Repubblica del 12 gennaio 2007.
La torre ricorda i ruderi dell'antico castello che sorgeva su un poggio a sud di Acqui, demolito verso il 1830. Sono inoltre raffigurati, uno sull'altro, i blasoni delle famiglie Spinola e Gentile che furono feudatari di Cassinelle.
Il gonfalone è un drappo di bianco con la bordatura di azzurro.

## Monumenti e luoghi d'interesse
Nel paese sono presenti diverse chiese ed edifici di valore storico. Tra questi vi è la chiesa di San Defendente (Parrocchiale di Santa Margherita), posta in piazza San Defendente, lungo la via che conduce verso la frazione di Bandita e il comune di Ponzone. L'edificio in passato era un santuario dedicato alla Madonna di Loreto.
All'interno dell'edificio sono presenti alcuni altari in marmo e legno, tra cui uno risalente al XVI secolo. L'altare maggiore è ornato da una nicchia che contiene una raffigurazione della Madonna Nera di Loreto. All'interno dell'edificio, nella navata di destra sono custodite quelle che si ritengono essere le reliquie di San Defendente, trasferite da Roma nel 1742.
Altro luogo di interesse è l'Oratorio di San Giovanni Battista, sede dell'omonima confraternita.
Nella frazione di Bandita (nei testi del passato a volte indicata come Baldita) è presente la chiesa di Santa Croce, più recente, la cui costruzione è iniziata nel 1834, mentre il campanile è stato edificato tra il 1859 e il 1870. L'edificio è stato restaurato nei primi anni del XXI secolo, perdendo il caratteristico aspetto con pietre a vista. Sempre nella frazione di Bandita è presente l'oratorio di San Rocco, sede dell'omonima confraternita locale dedicata al santo.

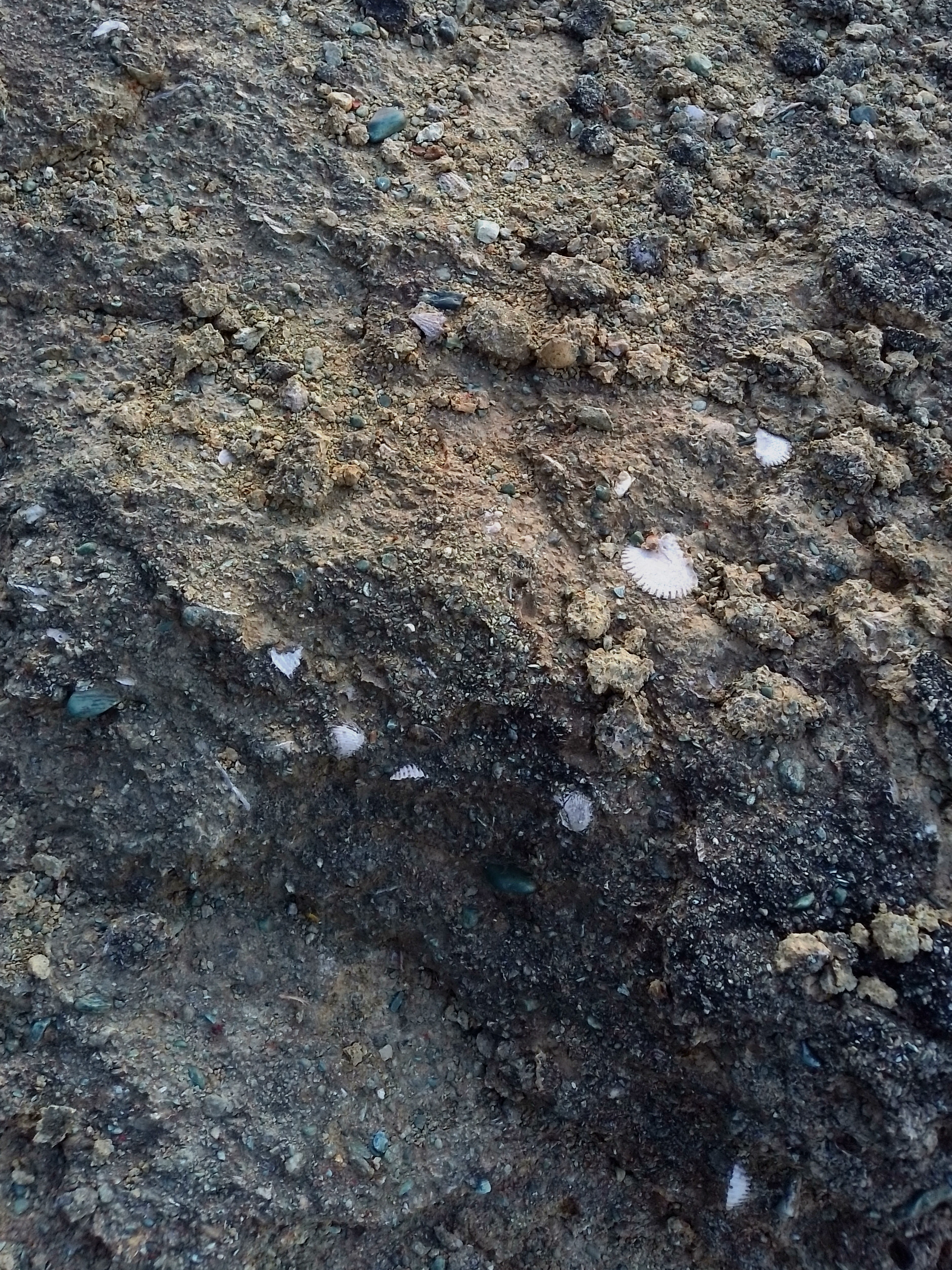
Alcuni bivalvi fossili riaffiorano dal terreno presso la frazione Bandita

Nel percorso che collega Cassinelle e Bandita, posta poco prima del bivio per la SP 210 Strada Provinciale Ponzone, si trova una chiesa dedicata alla Madonna (Maria Mater Gratiae), eretta nel 1854 come ringraziamento per aver salvato le località vicine da un'epidemia di colera che stava diffondendosi in zona. Il campanile è stato ricostruito nel 1928. La chiesa popolarmente è chiamata chiesa della Madonnina, per la presenza all'interno di una piccola statua di Maria in marmo, dono del primo custode.
Buona parte del territorio cassinellese è caratterizzato da una interessante formazione rocciosa denominata "Pietre Verdi", a causa del colore dominante. La sua formazione risale al periodo Giurassico-Cretaceo quando si formò l'ossatura della catena appenninica sui fondali di un grande oceano, affiorata successivamente al di sopra della zolla continentale. Per questo in Cassinelle, e soprattutto nell'area del torrente Amione, è possibile trovare fossili di piante, conchiglie e animali vissuti milioni di anni fa.

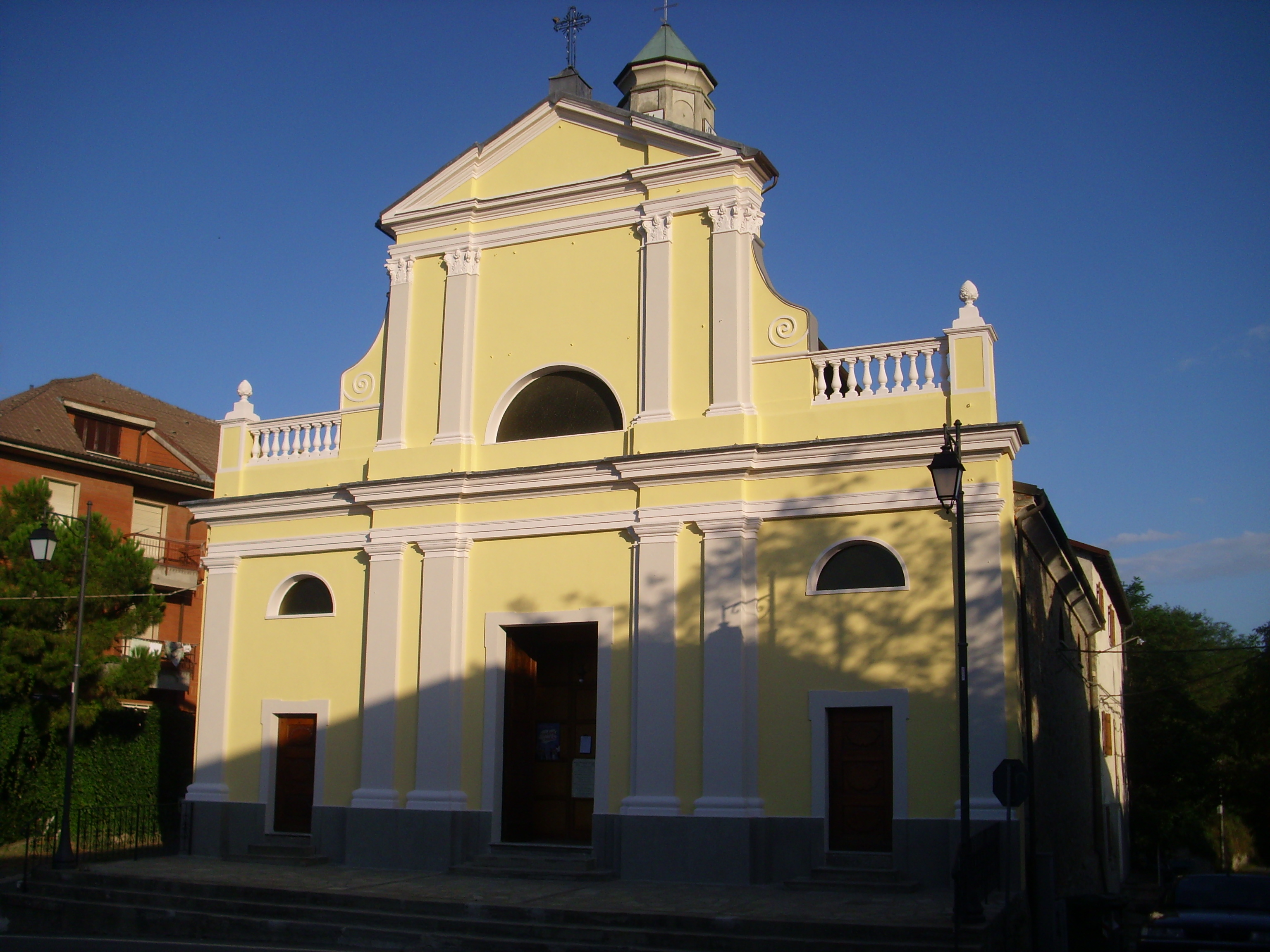
La La seicentesca chiesa di San Defendente
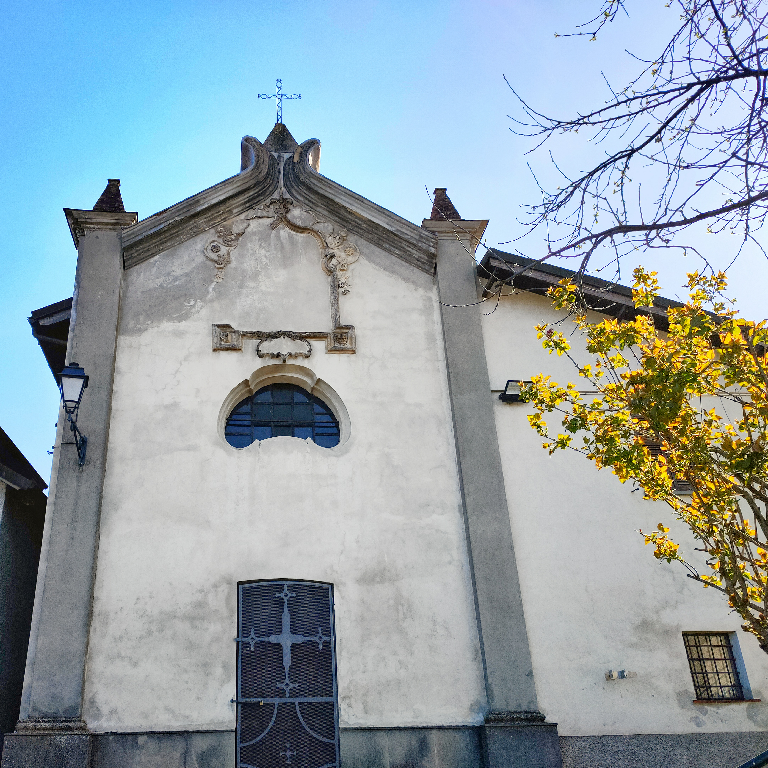
L'Oratorio di San Giovanni Battista
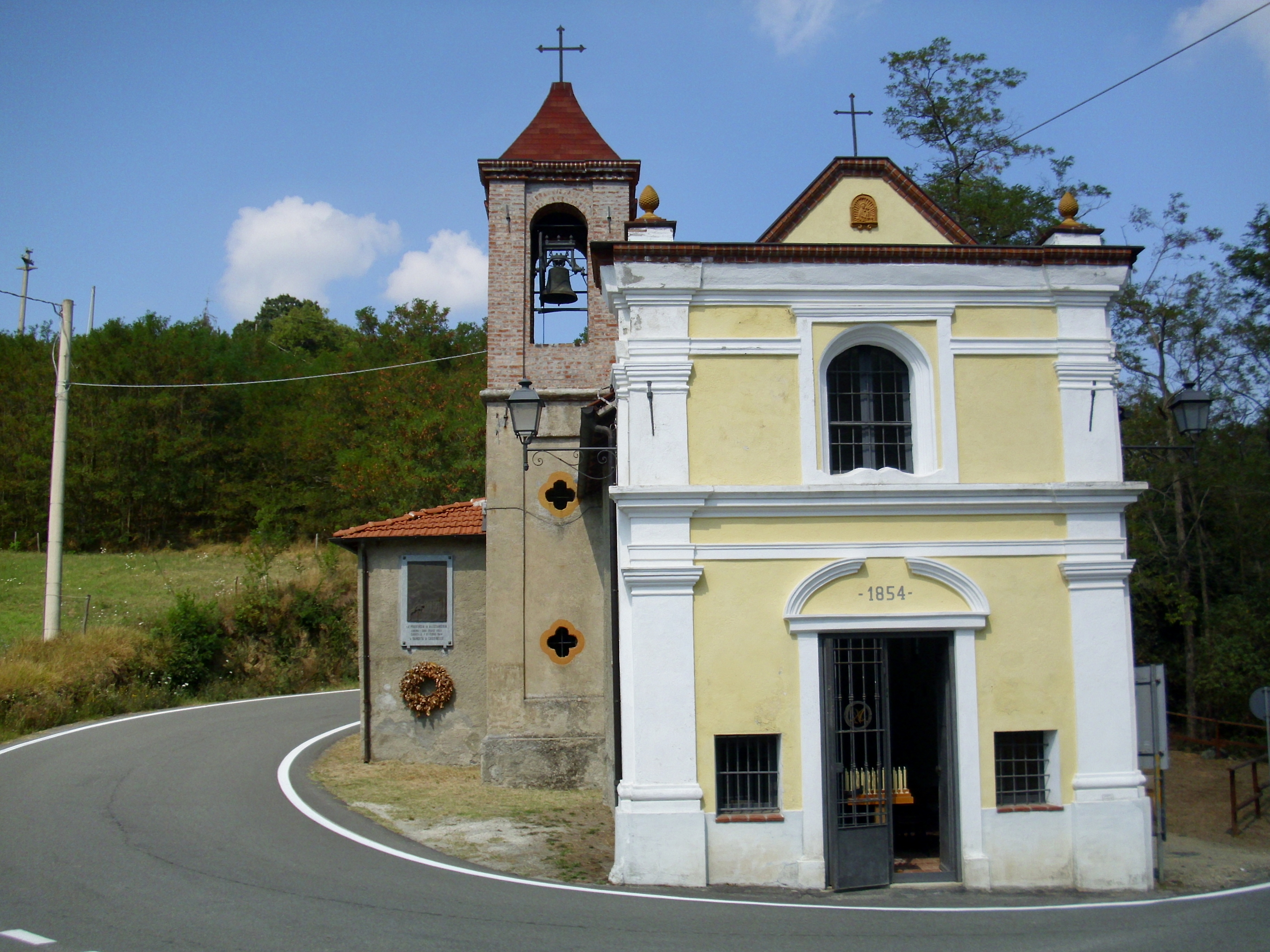
La chiesa dedicata alla Madonna sita sull'incrocio che porta alla frazione Bandita
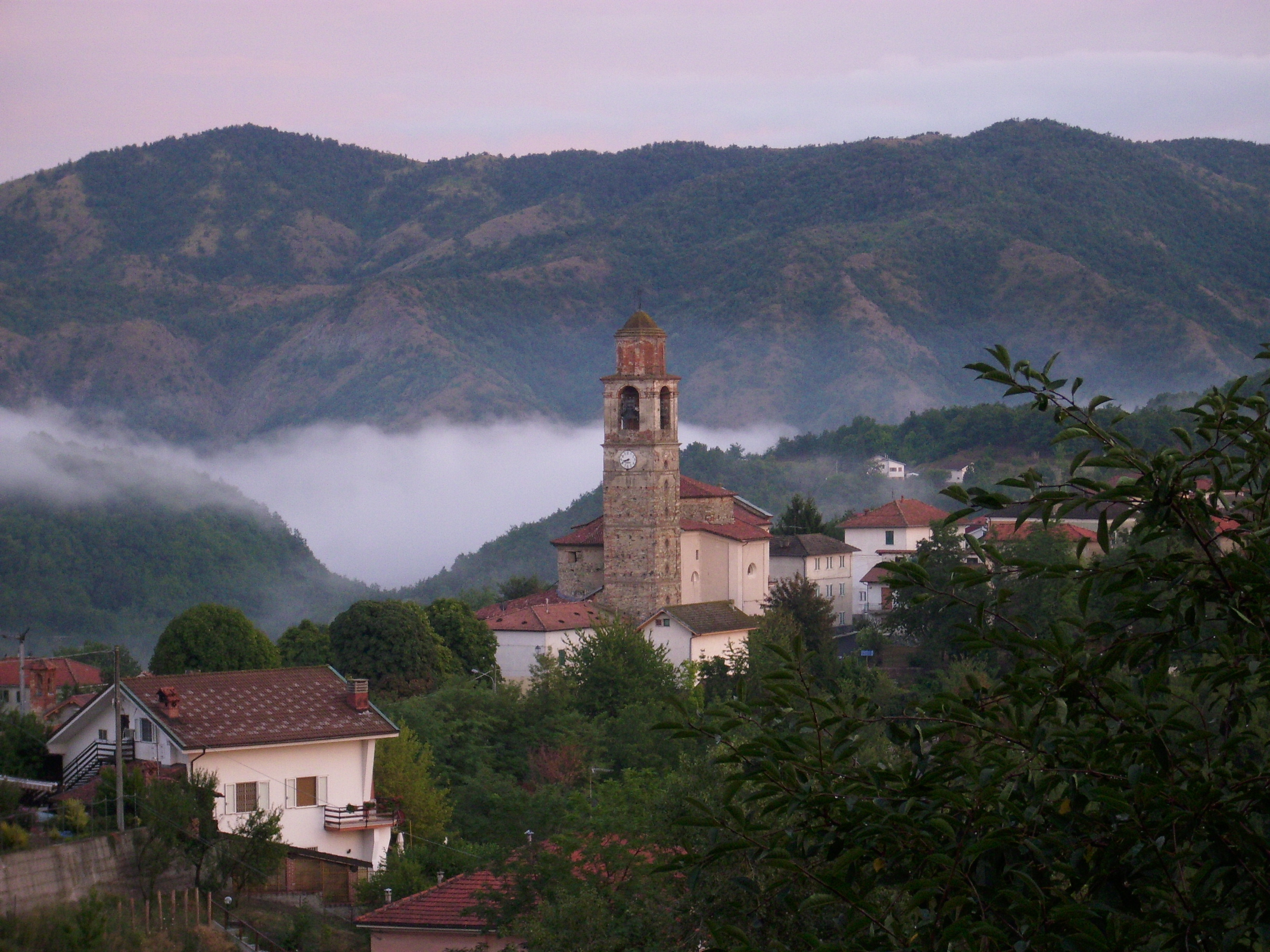
La chiesa di Santa Croce a Bandita
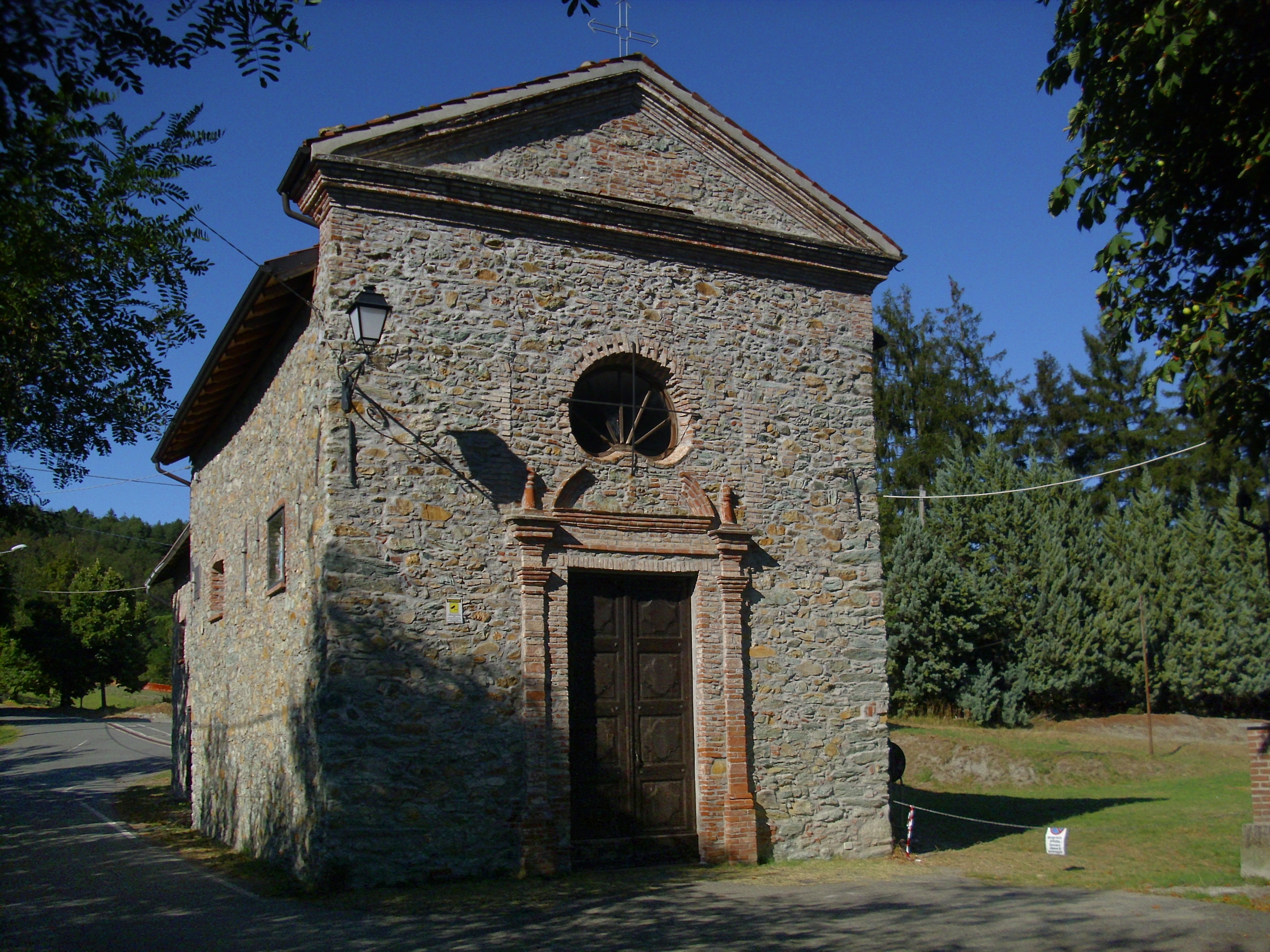
L'oratorio di San Rocco a Bandita

## Società

### Evoluzione demografica
Alla metà del XIX secolo la popolazione era di circa 1 700 abitanti
Nel primo censimento della popolazione italiana, risalente al 1861, erano presenti 1902 residenti. Da quel momento in poi la popolazione è cresciuta fino ai primi decenni dell'XX secolo, periodo in cui ha avuto un andamento altalenante, raggiungendo il massimo di 2 511 residenti registrati nel censimento del 1921. Da questo momento in poi la popolazione è andata decrescendo per quasi tutto il resto del secolo, raggiungono il minimo di residenti (798) nel censimento del 1991, per poi risalire e attestarsi ai circa 1 000 abitanti attuali. Tuttavia, come scritto inizialmente, durante il periodo estivo il numero di abitanti effettivi è molto maggiore, essendo zona di villeggiatura di molte famiglie provenienti principalmente dalla vicina provincia di Genova.
Abitanti censiti

## Cultura

### Manifestazioni e sagre
- "Canto delle Uova", il venerdì o sabato precedente alla domenica delle Palme
- Processione di San Giovanni Battista, nella seconda metà di giugno
- Fiera nuova bue grasso, la prima domenica di agosto
- Sagra del fungo porcino, il primo sabato di settembre.
- Castagnata, inizio ottobre
- Festa di San Defendente, inizio ottobre

Nella frazione di Bandita
- Na se-ma'n-na me ch'à ven (Una settimana come viene), la settimana di Ferragosto.
- Festa patronale di San Rocco, 16 agosto

## Economia
La zona in cui sorge il comune è nota per la produzione di Dolcetto (è uno dei comuni autorizzati alla produzione del vino DOC "Dolcetto d'Ovada"). Fa parte della regione agraria 8 Colline dell'Alto Bormida.

## Amministrazione
Di seguito è presentata una tabella relativa alle amministrazioni che si sono succedute in questo comune.
| Periodo        | Periodo        | Primo cittadino              | Partito                                 | Carica  | Note   |
| -------------- | -------------- | ---------------------------- | --------------------------------------- | ------- | ------ |
| 27 giugno 1985 | 17 maggio 1990 | Mauro Sartore                | Partito Socialista Democratico Italiano | Sindaco | [ 23 ] |
| 17 maggio 1990 | 24 aprile 1995 | Stefano Piola                | lista civica                            | Sindaco | [ 23 ] |
| 24 aprile 1995 | 14 giugno 1999 | Renzo Ravera                 | centro-sinistra                         | Sindaco | [ 23 ] |
| 14 giugno 1999 | 14 giugno 2004 | Renzo Ravera                 | lista civica                            | Sindaco | [ 23 ] |
| 14 giugno 2004 | 8 giugno 2009  | Roberto Gallo                | lista civica                            | Sindaco | [ 23 ] |
| 8 giugno 2009  | 26 maggio 2014 | Roberto Gallo                | lista civica                            | Sindaco | [ 23 ] |
| 26 maggio 2014 | 27 maggio 2019 | Renzo Cesare Giuseppe Ravera | lista civica                            | Sindaco | [ 23 ] |
| 27 maggio 2019 | 9 giugno 2024  | Roberto Gallo                | lista civica                            | Sindaco | [ 23 ] |
| 9 giugno 2024  | in carica      | Roberto Gallo                | lista civica                            | Sindaco | [ 23 ] |

## Infrastrutture e trasporti

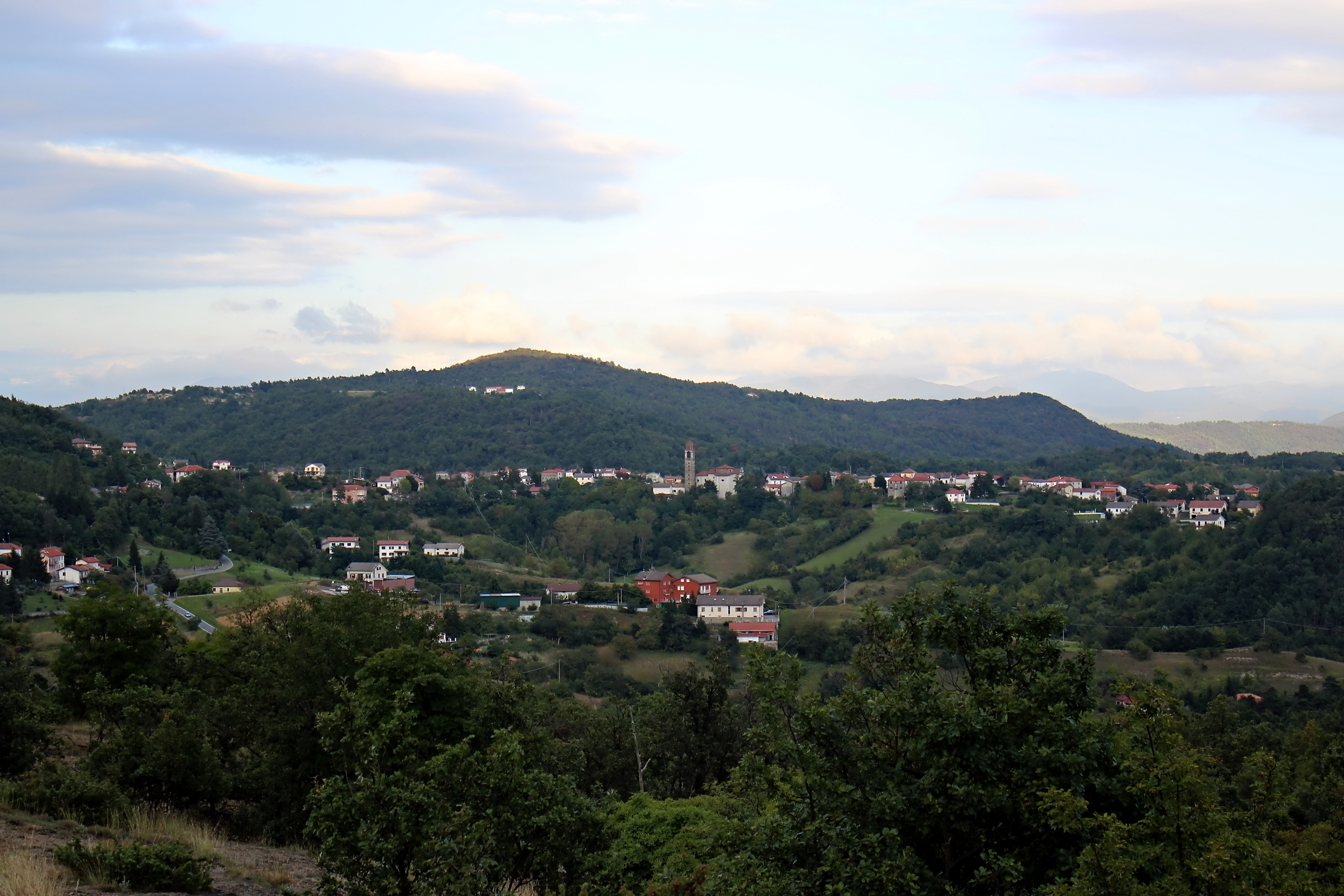
Bandita, la principale frazione di Cassinelle

Cassinelle è il punto di partenza della SP 208 Strada Provinciale Cassinelle - Cimaferle ed è attraversata dalla SP205 Strada Provinciale Molare - Visone. È attraversata da una linea di autobus delle Autolinee S.A.A.M.O., con capolinea nella frazione di Bandita e ad Ovada.
Dista circa 12 km dal casello autostradale di Ovada/Belforte Monferrato, 15 km da Acqui Terme e 25 km da Sassello.
Nel territorio del comune non sono presenti stazioni ferroviarie, ma a poco meno di 10 km di distanza vi sono le stazioni di Molare (in realtà posta in località Coinova di Ovada), e Prasco-Cremolino, sul territorio del comune di Prasco, entrambe appartenenti alla linea Acqui Terme-Genova.